# Chromacilla
Chromacilla (лат.) — род жесткокрылых насекомых из семейства усачей.

## Распространение
Обитают в Африке, где широко распространены.

## Описание
Это довольно крупные, окрашенные в зелёный или фиолетовый металлик жуки. Переднеспинка может быть красной. Голова вытянутая, слегка удлиненная. Усики тонкие и длиннее тела. Ноги довольно длинные, не утолщенные.

## Жизненный цикл
Личинки развиваются в древесине лиственных деревьев.

## Классификация
В составе рода:
- Chromacilla discoidalis (Bates, 1879)
- Chromacilla foveata (Aurivillius, 1913)
- Chromacilla igneicollis (Hope, 1843)
- Chromacilla jossoi Juhel & Bentanachs, 2010
- Chromacilla micans (Fabricius, 1801)
- Chromacilla murphyi Juhel, 2012
- Chromacilla penanhoati Juhel & Bentanachs, 2010
- Chromacilla pujoli Juhel & Bentanachs, 2010
- Chromacilla schubotzi (Hintz, 1911)
- Chromacilla tricolor (Jordan, 1894)
- Chromacilla venus (Thomson, 1858)